# Саут Рејнџ (Мичиген)
Саут Рејнџ (енгл. South Range) град је у америчкој савезној држави Мичиген.

## Демографија
По попису из 2010. године број становника је 758, што је 31 (4,3%) становника више него 2000. године.
| Група             | 2000.       | 2010.       |
| Белци             | 704 (96,8%) | 722 (95,3%) |
| Афроамериканци    | 16 (2,2%)   | 0 (0,0%)    |
| Азијати           | 2 (0,3%)    | 9 (1,2%)    |
| Хиспаноамериканци | 1 (0,1%)    | 8 (1,1%)    |
| Укупно            | 727         | 758         |